# ルーク・ミッチェル
ルーク・ミッチェル（Luke Mitchell, 1985年4月17日 - ）は、オーストラリアの俳優、モデルである。

## 生い立ち
クイーンズランド州ゴールドコーストで生まれ育つ。兄弟が3人と妹が1人いる。兄はテニスのコーチ、弟のベンはテニス選手である。5歳から19歳までは彼もテニスをしており、プロを目指していた。高校はネラング州高等学校に通った。

## キャリア
メルボルンで活動している頃にオーディションで『Neighbours』のクリス・ナイト役を勝ち取り、計11話出演した。その後はゴールドコーストに戻り、『H2O:ジャスト・アド・ウォーター』でウィルを演じた。2008年、ミッチェルはゲイをテーマにした恋愛映画『Performance Anxiety』に出演した。
2009年6月にミッチェルはシドニーに移り、『Home and Away』へロメオ・スミス役での出演が始まった。ミッチェルは同役により2010年のロギー賞を獲得した。2012年11月4日、『Home and Away』からの降板が発表された。
2013年2月、ミッチェルはThe CWの『The Tomorrow People』にジョン・ヤング役でキャスティングされた。2014年7月、『Members Only』でジェシー役を務めることが発表されたが、シリーズはパイロット版の放送前に中止された。
2015年2月、ミッチェルは『エージェント・オブ・シールド』にインヒューマンのリンカーン・キャンベル役でキャスティングされた。

## 私生活
以前に『H2O: Just Add Water』での共演者のバージェスアバネシー、フィービー・トンキン、カリーバ・ハインとシェアハウスをしていた。
2009年、ミッチェルは『Home and Away』での共演者のレベッカ・ブリーズと付き合い始める。両者は2012年5月に婚約を発表し、2013年1月に結婚した。

## フィルモグラフィ

### 映画
| 年   | 日本語題 原題                                       | 役名         | 備考 |
| ---- | --------------------------------------------------- | ------------ | ---- |
| 2008 | Performance Anxiety                                 | Peter Koliat |      |
| 2010 | Cryptopticon                                        | Y            |      |
| 2016 | ニューヨーク、愛を探して Mothers and Daughters      | クイン       |      |
| 2021 | ウィズアウト・リモース Tom Clancy's Without Remorse | ローディ     |      |

### テレビシリーズ
| 年        | 日本語題 原題                                       | 役名                               | 備考                                                                 |
| --------- | --------------------------------------------------- | ---------------------------------- | -------------------------------------------------------------------- |
| 2008      | Neighbours                                          | クリス・ナイト                     | 計11話出演                                                           |
| 2009-2010 | H2O: Just Add Water                                 | Will Benjamin                      | 計26話出演                                                           |
| 2009-2013 | Home and Away                                       | ロメオ・スミス                     | 計673話出演                                                          |
| 2013-2014 | トゥモロー・ピープル The Tomorrow People            | ジョン・ヤング                     | 計22話出演                                                           |
| 2015      | Members Only                                        | ジェシー                           | パイロット版放送前に中止                                             |
| 2015-2016 | エージェント・オブ・シールド Agents of S.H.I.E.L.D. | リンカーン・キャンベル             | リカーリング - 第2シーズン (計7話) レギュラー - 第3シーズン (計22話) |
| 2016-2018 | ブラインドスポット タトゥーの女 Blindspot           | ローマン・ブリッグス               | 第2シーズン〜第3シーズン (計44話)                                    |
| 2018-     | The Code                                            | ジョン・"エイブ"・エイブラハム大尉 | 主演                                                                 |

## 受賞とノミネート
| 賞       | 授賞式       | 部門                         | 結果 |
| -------- | ------------ | ---------------------------- | ---- |
| ロギー賞 | 2010年5月2日 | Most Popular New Male Talent | 受賞 |